# Paco Brenes
Francisco Ruiz Brenes (San Fernando, Cádiz, España; 2 de marzo de 1948), conocido futbolísticamente como Paco, es un exfutbolista español que se desempeñaba como guardameta. Era apodado Superpaco, desde su actuación en el partido España- Bulgaria en los Juegos Olímpicos de Montreal 1976

## Clubes
| Club       | País   | Año         |
| ---------- | ------ | ----------- |
| Sevilla FC | España | 1968 - 1969 |
| Cádiz CF   | España | 1970 - 1972 |
| Sevilla FC | España | 1972 - 1984 |
| Cádiz CF   | España | 1984 - 1986 |

## Internacionalidades
Jugó en siete ocasiones con la selección B, y fue convocado en 18 oportunidades por la selección absoluta, con la que no llegó a debutar.

## Distinciones
- Insignia de Oro y Brillantes del Sevilla Fútbol Club[4]